# Галатея (нереїда)
Галате́я (грец. Γαλάτεια) — морська німфа, дочка Нерея й Доріди.
У неї був закоханий страшний сицилійський циклоп Поліфем, але вона відкинула його і закохалася у сицилійського красеня-пастуха Акіда. Поліфем підстеріг Акіда і роздавив його скелею; Галатея перетворила свого нещасного коханого в прекрасну прозору річку.
Її історію виклав поет Філоксен у дифірамбі «Кіклоп», написаному у каменоломнях поблизу Сиракуз. Те ж ім'я у Вергілія носить кохана Тітіра, яку ототожнюють із нереїдами. Аннібале Каррачі написав три картини на міф про прекрасну Галатею, які перебувають нині у віллі Фарнезе.
Галатея — уособлення спокійного і блискучого моря.